# Garmonbozia

Pierre Tremond con della garmonbozia.

La Garmonbozia è una sostanza immaginaria del film statunitense Fuoco cammina con me, diretto da David Lynch.
Sebbene non sia chiaro come o in che misura, essa è la rappresentazione tangibile del dolore e della sofferenza, all'apparenza la sostanza ha l'aspetto della crema di mais, e pare servire come una sorta di nutrimento e di droga per gli spiriti della Loggia Nera.

## Menzioni

### NeI segreti di Twin Peaks
Nella serie televisiva viene fatto riferimento alla sostanza in un'unica occasione, senza utilizzarne il nome, nel momento in cui Donna, nello svolgere le attività di servizio pubblico della defunta migliore amica Laura, consegna il pranzo a domicilio in casa della signora Tremond, la quale si lamenta di non aver chiesto la crema di mais e, successivamente, invita la ragazza a guardare nel piatto e le chiede se la vede; nel momento in cui Donna abbassa lo sguardo il mais è scomparso per poi riapparire tra le mani del nipotino di questa, Pierre.
Nel momento in cui Donna porta l'agente Cooper a casa dei Tremond tuttavia, questa si rivela appartenere a tutt'altra persona, evento che rivela i due essere spiriti della Loggia.
Nella terza stagione della serie, dopo che la funzione di tale sostanza è stata chiarita nel film, si può vedere, al momento dell'uscita di Dale Cooper dalla Loggia Nera, che Douglas Jones viene attratto nella Loggia Nera al suo posto. In quel momento, il doppelganger malvagio di Cooper è stato costretto a vomitare la garmonbozia presente nel suo corpo per non essere attratto anch'egli nella Loggia.

### InFuoco cammina con me
Nel film prequel viene fatto riferimento esplicito alla sostanza per la prima volta quando, dopo la scissione di MIKE dal suo braccio, il Nano stringe un patto con BOB per la spartizione della garmonbozia. Sempre nella stessa scena si possono notare altri spiriti minori, tra cui la signora Tremond e suo nipote, ai cui piedi si trova un barattolo di garmonbozia di dimensioni minori rispetto a quella posseduta da BOB. Ciò fa supporre l'esistenza di una gerarchia tra gli spiriti determinata dal possesso della sostanza.
In una scena successiva Philip Gerard, ospite umano di MIKE, inveisce contro Leland accusandolo di avergli "rubato il granturco che aveva lasciato fuori dal negozio". Egli si riferisce al fatto che BOB si era tenuto per sé la garmonbozia dell'omicidio di Teresa Banks, la quale avrebbe dovuto essere di proprietà del Nano e di MIKE stesso.
Quando, dopo l'omicidio di Laura, BOB rientra nella Loggia col corpo di Leland, Il Nano e l'uomo con un solo braccio, che lo attendevano, lo costringono a cedere la garmonbozia dell'omicidio di Laura al posto di quella da lui rubata. Il demone dunque, pone la mano sul petto del suo ospite e ne estrae sangue per poi gettarlo sul pavimento ed osservarlo volatilizzarsi.

## Origine del nome
L'origine del termine "garmonbozia" è ignoto e sembra non essere ricollegabile a nessuna parola in qualsiasi lingua conosciuta; tuttavia si è molto speculato sul fatto che possa derivare da "ambrosia", il cibo degli Dèi nella mitologia greca e romana, cosa che combacia con la spiegazione data nel film prequel.
La parola "bozia" potrebbe essere anche un derivato dell'inglese booze, che si riferisce in modo colloquiale ad alcolici e ubriachi.